# Ida de Lorena
Ida de Lorena (numită Binecuvântata Ida de Boulogne) (n. cca. 1040 – d. 13 aprilie 1113) face parte din galeria sfinților occidentali.

## Familia
Ida a fost fiica ducelui Godefroy al III-lea de Lorena și al soției acestuia, Doda. Bunicul său a fost Gothelo I de Lotharingia, iar frate i-a fost Godefroy al IV-lea de Lorena.
În 1057, s-a căsătorit cu Eustațiu al II-lea de Boulogne, cu care a avut trei fii:
- Eustațiu al III-lea, viitorul conte de Boulogne
- Godefroy de Bouillon, primul conducător în Regatul Ierusalimului
- Balduin, rege în Regatul Ierusalimului

Atunci când cei trei fii ai săi au plecat pentru a participa la Prima cruciadă, Ida a  adus o contribuție financiară majoră pentru cheltuielile necesare acestora.

## Viața
Ida a fost mereu activă din punct de vedere religios și caritabil. Moartea soțului ei i-a asigurat o avere considerabilă, pe care a utilizat-o pentru proiectele sale de a întemeia mănăstiri, printre care:
- Saint-Wulmer în Boulogne-sur-Mer[1][5]
- Capela Doamnei noastre din Calais[1]
- Saint-Bertin[1]
- abația din Cappelle[6]
- abația din Le Wast[6]

Ea a păstrat corespondența cu Anselm de Canterbury, iar unele dintre scrisorile acestuia către Ida s-au păstrat.

## Moartea și înmormântarea
Ida s-a stins din viață la 13 aprilie 1113, care a rămas data la care este onorată ca sfântă. Potrivit tradiției, locul în care se află înmormântată ar fi cel de la mănăstirea din Saint Vaast. Moaștele sale au fost strămutate în 1669 la Paris, iar din 1808 la Bayeux.
Istoria vieții sale a fost scrisă de un călugăr contemporan de la abația din Saint Vaast.
De asemenea, Sfânta Ida este venerată și în Bayeux.